# Topola deltoidalna
Topola deltoidalna, topola amerykańska, topola bawełnista (Populus deltoides W. Bartram ex Marshall) – gatunek drzewa z rodziny wierzbowatych (Salicaceae). Występuje naturalnie w Ameryce Północnej – głównie we wschodnich, środkowych i południowo-zachodnich Stanach Zjednoczonych, a także w południowych preriach Kanady i północno-wschodnim Meksyku.

## Morfologia
PokrójTopole deltoidalne są drzewami dorastającymi do 30–40 m wysokości (maksymalnie do 55 m) i kilkudziesięciu metrów średnicy korony. Pnie osiągają do 3,5 m średnicy i często rozdzielają się na kilka już u nasady. Tworzą korony szerokie i rozwarte lub wyniosłe i wysoko osadzone, zawsze luźno ugałęzione. Kora ciemnoszara do szaroczarnej, zazwyczaj głęboko spękana.
PędyGałązki są szarożółte i grube, z dużymi trójkątnymi bliznami po liściach. Pąki zimowe są smukłe, spiczaste, długości 1–2 cm, żółtawobrązowe i żywiczne.
LiścieDuże (4–10 cm długości i szerokości), w kształcie deltoidalne, wyrównane. Bardzo grubo ząbkowane. Ząbki zakrzywione i zakończone gruczołami, a ogonek liściowy płaski. Liście są czerwonawe podczas rozwoju wiosną, ciemnozielone w lecie i żółkną jesienią. Ze względu na płaski ogonek, liść ma tendencję do drgania nawet przy najmniejszym wietrze. Jest to jedna z cech identyfikujących.
KwiatyZebrane zwykle po 15–40 w kotki osiągające 5–18 cm długości, nieco wydłużające się w czasie owocowania. Przysadki są bardzo głęboko wcinane, ale nie orzęsione. Pręcików jest 30–40, zalążnia powstaje z czterech, rzadko trzech owocolistków.
OwoceNagie torebki osiągające zazwyczaj 8–11 mm długości, otwierające się czterema klapami.

## Biologia i ekologia
Megafanerofit. Roślina dwupienna. Kotki męskie czerwonawo-fioletowe i długości 8–10 cm. Kotki żeńskie zielone, długości 7–13 cm, które dojrzewając otwierają się, aby uwolnić liczne małe nasiona przyczepione do pasm przypominających bawełnę. Pojedyncze drzewo może wypuścić 40 milionów nasion rocznie. Drzewa mogą żyć ponad 200 lat, choć zazwyczaj zaczynają obumierać po 70–100 latach. Najstarsza odnotowana topola deltoidalna, nazwana Balmville Tree, rosnąca w stanie Nowy Jork, została ścięta w 2015 roku w wieku 316 lat.
Do kiełkowania i prawidłowego wzrostu potrzebuje odsłoniętej gleby i pełnego słońca. W warunkach naturalnych rośnie zwykle w pobliżu rzek. Nie rozmnaża się przez odrosty korzeniowe, ale łatwo się sadzonkuje.

## Zmienność

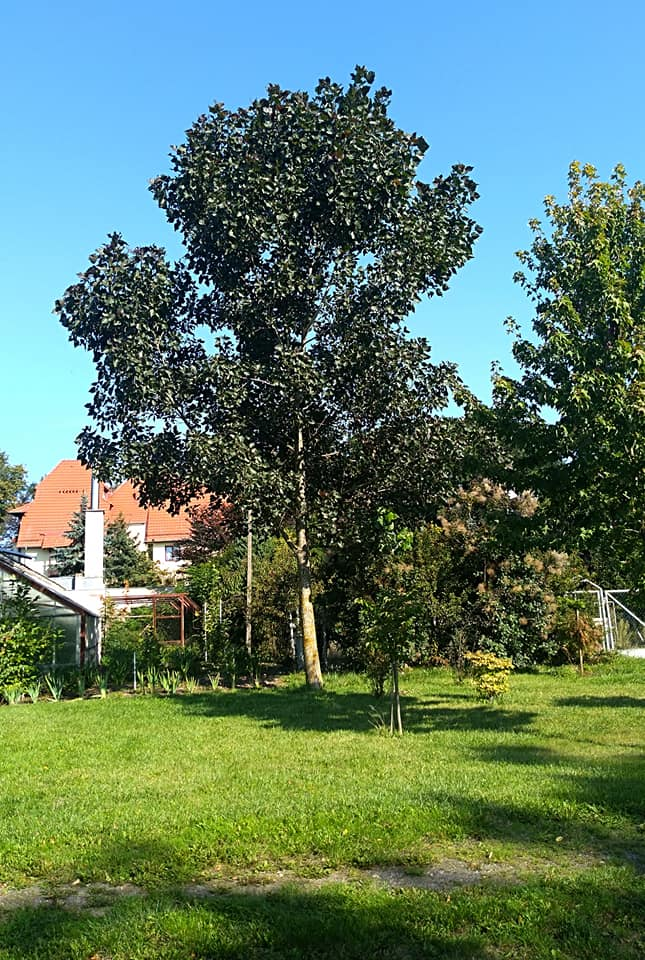
Odmiana purpurowa ‘Purple Tower’

W Polsce w formie naturalnej nie występuje, jest natomiast gatunkiem rodzicielskim dla topól kanadyjskich – odpowiada za niektóre ich cechy takie jak kanciaste długopędy, gruczołki u nasad liści czy czerwonawe zabarwienie młodych liści. Na terenie Polski pewną popularność uzyskał kultywar topoli deltoidalnej ‘Purple Tower’, charakteryzujący się szerokokolumnowym pokrojem i purpurową barwą liści przez cały okres wegetacyjny.
Poza podgatunkiem typowym wyróżnia się jeszcze dwa inne:
- Populus deltoides subsp. deltoides
- Populus deltoides subsp. monilifera (Aiton) Eckenw.
- Populus deltoides subsp. wislizeni (S.Watson) Eckenw.